# Lenny Kravitz
Leonard Albert „Lenny“ Kravitz (* 26. května 1964, New York) je americký zpěvák, skladatel, multiinstrumentalista, herec a producent, jehož „retro“ styl spojuje rock, soul, funk, reggae, hard rock, psychedelii, folk a baladu.
K hlavním i doprovodným vokálům ve studiu často hraje na kytaru, baskytaru, bicí, klávesy a perkuse. Na televizi VH1 dosáhl 93. příčky v žebříčku 100 Greatest Artists of Hard Rock. Po celém světě prodal okolo 20 mil. alb.

## Biografie
Jeho otec byl Sy Kravitz, ukrajinsko-americký Žid a producent, a matka bahamská herečka Roxie Roker. Lenny své jméno dostal po strýci, který padl v Koreji během korejské války. Vyrůstal na Manhattanu pod vlivem R&B, jazzu, klasické hudby, opery, gospelu a blues. V roce 1974 se s rodiči přestěhoval do Los Angeles.
Celkem pětkrát vystoupil Lenny Kravitz také v České republice, poprvé v roce 1996 na pražském Výstavišti. V Praze od té doby koncertoval již dvakrát, v roce 2004 v bývalém továrním areálu pražských Vysočan a o další čtyři roky později znovu ve Vysočanech, ale tentokrát v O2 areně. V roce 2009 zahrál i před brněnským publikem. Další, již šestý koncert, byl naplánován v rámci evropské části světového turné na 13. listopadu 2014 opět do O2 areny, nicméně byl kvůli nemoci odložen na 19. prosince téhož roku.

## Diskografie

### Alba
| Rok  | Album                            | USA | UK    | AUS | KAN | UWC | Datum vydání                        | RIAA certifikát |
| ---- | -------------------------------- | --- | ----- | --- | --- | --- | ----------------------------------- | --------------- |
| 1989 | Let Love Rule                    | 61  | 56    | ?   | ?   | -   | 1. září, 1989                       | Zlatá           |
| 1991 | Mama Said                        | 39  | 8     | ?   | ?   | -   | 2. dubna, 1991                      | Platinová       |
| 1993 | Are You Gonna Go My Way          | 12  | 1 (2) | ?   | ?   | -   | 9. března, 1993                     | 2× platinová    |
| 1995 | Circus                           | 10  | 5     | ?   | ?   | -   | 12. září, 1995                      | Zlatá           |
| 1998 | 5                                | 28  | 18    | ?   | ?   | ?   | 12. května, 1998 (znovuvydání 1999) | 2× platinová    |
| 2000 | Greatest Hits                    | 2   | 12    | 14  | ?   | ?   | 24. října, 2000                     | 3× platinová    |
| 2001 | Lenny                            | 12  | 55    | 44  | 9   | ?   | 30. října, 2001                     | Platinová       |
| 2004 | Baptism                          | 14  | 74    | 42  | -   | 5   | 18. května, 2004                    | Zlatá           |
| 2008 | It Is Time for a Love Revolution | 4   | 42    | 47  | 5   | -   | 5. února, 2008                      | -               |
| 2011 | Black and White America          | -   | -     | -   | -   | -   | -                                   | -               |
| 2018 | Raise Vibration                  | -   | -     | -   | -   | -   | 7. září, 2018                       | -               |
| 2024 | Blue Electric Light              |     |       |     |     |     |                                     |                 |